# Корреа, Андрес
Андрес Корреа Валенсия (англ. Andrés Correa Valencia; род. 29 января 1994 года, Энвигадо, Колумбия) — колумбийский футболист, защитник клуба «Ла Экидад».

## Клубная карьера
Корреа — воспитанник клуба «Индепендьенте Медельин». 21 мая 2012 года в матче против «Атлетико Хуниор» он дебютировал в Кубке Мустанга. Летом 2014 года Андрес для получения игровой практики на правах аренды перешёл в «Форталеса Сипакира». 21 июля в поединке против «Онсе Кальдас» Корреа дебютировал за новую команду.
В начале 2015 года он перешёл в американский «Сиэтл Саундерс», но за основную команду не сыграл ни одного матча, выступая за дублёров. В начале 2016 года Корреа вернулся на родину в «Бояка Чико». 31 января в матче против «Санта-Фе» он дебютировал за новую команду. 6 ноября в поединке против «Индепендьенте Медельин» Андрес забил свой первый гол за «Бояка Чико».
В начале 2017 года Корреа присоединился к «Ла Экидад». 5 февраля в матче против «Атлетико Хуниор» он дебютировал за новую команду.

## Международная карьера
В 2011 году в составе юношеской сборной Колумбии Корреа принял участие в юношеском чемпионате Южной Америки в Эквадоре. На турнире он сыграл в матчах против сборных Чили, Венесуэлы, Эквадора, Аргентины, Уругвая, а также дважды Парагвая и Бразилии.
В 2013 году в составе молодёжной сборной Колумбии Андрес выиграл молодёжном чемпионате Южной Америки в Аргентине. На турнире он сыграл в матчах против команд Уругвая, Перу, Аргентины и Парагвая.
В летом того же года Корреа принял участие в молодёжном чемпионате мира в Турции. На турнире оно сыграл в матчах против команд Австралии, Турции, Сальвадора и Северной Кореи.

## Достижения
Международные
 Колумбия (до 20)
- Чемпионат Южной Америки по футболу среди молодёжных команд — 2013